# Suka Makmur (Bathin II Babeko)
Suka Makmur is een bestuurslaag in het regentschap Bungo van de provincie Jambi, Indonesië. Suka Makmur telt 1276 inwoners (volkstelling 2010).